# GWAVE
『GWAVE』（ジーウェイブ）は、2003年12月から2016年12月まで発売されていたアダルト美少女ゲームの主題歌をまとめたコンピレーションアルバムのシリーズ。販売・発売はアニメ制作会社の株式会社スタジオディーン。2016年12月に発売された「GWAVE 2016 1st advance」を最後に発売が休止となっている。

## 概要
プロデューサーの加藤義治によって企画・立案された。企画の動機は『美少女ゲームの音楽が好きだったから』とゲーム雑誌のインタビューで語っており、別のインタビューでも同様の発言をしていた。
アダルト美少女ゲームの主題歌にフォーカスしたコンピレーションアルバムは今まで発売されたことがほぼ無く、シリーズとしてはGWAVEが初めてであった。その事も有って人気シリーズとなり、1枚目のアルバムが2003年12月に発売されて以来、2016年12月の発売休止に至るまで続く長期シリーズとなっていた。また、その間に『GWAVE Super Feature's』シリーズを新たに発売したり、美少女ゲームブランド「WAVESTAR」をGWAVEの一部門として設立したりするなど、美少女ゲーム音楽を中心に様々な企画を展開していた。
ほとんどのアルバムには初回限定盤が存在し、特典として主にテレカが付属していた。テレカにはジャケットイラストに描かれた少女を新規に描き下ろしたものが印刷されていた。
販売開始当初は発売・販売を株式会社イマ・グループの子会社である株式会社イマ・エンターテイメントが行っていたが、その後同グループの株式会社ソル・インターナショナルに移行され、最終的に発売休止時点ではスタジオディーンに移行されていた。
GWAVE シリーズ
1年を上半期（1〜6月）と下半期（7〜12月）に分け、その期間で発売された美少女ゲームの主題歌を収録している。ジャケットイラストは美少女ゲームの原画家が1人もしくは2人の少女を描くのが通例となっている。
GWAVE Super Feature's シリーズ
美少女ゲームの発売時期を問わない代わりに、主題歌を「ブランド」や「歌手」ごとで1つのアルバムにまとめている。
電気街おみやげシリーズ
「オタクな電気街らしい内容」と「新しい出会いのある音楽CD」（GWAVE『Love Bullets』紹介ページから引用）をテーマにした新たなアルバムシリーズで、他のシリーズと異なりほぼ全ての収録曲がオリジナル作品となっている。テクノアレンジしたいわゆる電波ソングが中心となり、全体としてアッパーテンポな作品に仕上がっている。電気街おみやげシリーズの作品は、基本的にGWAVE Super Feature's シリーズとしてナンバリングされている。

## 販売休止
2003年12月29日に発売された「GWAVE 2003 1st Beat」を皮切りに、GWAVEシリーズは毎年2枚（上半期作品は同年12月、下半期作品は翌年6月）の発売を行っていたが、2016年12月29日に発売された「GWAVE 2016 1st advance」の販売を最後に発売休止となっている。
これに関して、違和感を感じた一般ユーザーがメールでの問い合わせを行ったところ『発売予定についてですが、大変申し訳ございませんが、ご返答させていただく事ができません。』という回答拒否に近い返答であった事がTwitterで報告されている。このメールでは他に『正式な決定については、HPにて公開させていただきたく、何卒ご了承ください』という記述もあったが、2018年7月現在で公式サイトでのユーザーに対しての案内などは行われていない。
ただ、その一方で、上記のメールを送信する4日前である2017年8月31日に採用情報ページに社外スタッフの受付を一時休止するという案内のみ更新されている。
販売休止後も長らくの間、事実上の姉妹ブランド「cosmic record」と共に公式サイトへのアクセスは可能であったが、2020年1月にはアクセス不可能な状態となっており、2021年7月現在も同様の状態のままである。スタジオディーンからの公式な発表は無いものの、ホームページからも掲載が消えている事から、音楽事業からの事実的な撤退と考えられる。
2018年からは「Gyutto」や「萌えAPP」などで知られる株式会社ハブロッツが「Symphony Sounds」というコンピネーションアルバムをシリーズ展開している。1年間に発売された作品の楽曲を上半期・下半期単位で分けて発売するGWAVEとは異なって、1年単位での発売となっており、発売までに2年近く要するなどタイムラグが大きい。

## アルバム

### GWAVE SuperFeature's シリーズ
| vol                         | タイトル                                                    | アーティスト・ブランド・作品               |
| --------------------------- | ----------------------------------------------------------- | ------------------------------------------ |
| GWAVE SuperFeature's vol.1  | ADVANCED BLUE                                               | 真理絵                                     |
| GWAVE SuperFeature's vol.2  | Ultra:U                                                     | U                                          |
| GWAVE SuperFeature's vol.3  | Mermaid Kiss                                                | natural*orange（計名さや香、Rita）         |
| GWAVE SuperFeature's vol.4  | U☆TOPIA                                                     | U                                          |
| GWAVE SuperFeature's vol.5  | 月華焔                                                      | 真理絵                                     |
| GWAVE SuperFeature's vol.6  | 新宿Legacy                                                  | 『アポクリトス』                           |
| GWAVE SuperFeature's vol.7  | Sugar+Complete                                              | 『Sugar+Spice!』                           |
| GWAVE SuperFeature's vol.8  | Cross Word                                                  | Tynwald music（WHITE-LIPS、樋口秀樹）      |
| GWAVE SuperFeature's vol.9  | U☆MY STAR -Frontwing Complete Best!!!-                      | U、「フロントウイング」                    |
| GWAVE SuperFeature's vol.10 | ゴールデン パロ・スペシャル May-Be SOFT Hyper Audio FanDisc | 「May-Be SOFT」                            |
| GWAVE SuperFeature's vol.11 | Love Bullets                                                |                                            |
| GWAVE SuperFeature's vol.12 | ULTRA☆U2                                                    | U                                          |
| GWAVE SuperFeature's vol.13 | Love Bullets II                                             |                                            |
| GWAVE SuperFeature's vol.14 | にゃんこライダー/Love Bullets                               |                                            |
| GWAVE SuperFeature's vol.15 | 恋文ロマンチカ 歌謡全集 -ソラノネ-                          | 『恋文ロマンチカ』                         |
| GWAVE SuperFeature's vol.16 | Sweetsongs                                                  | 『スズノネセブン! Sweet Lovers' Concerto』 |
| GWAVE SuperFeature's vol.17 | Sugar+Spice2 Splash colors!! -7vocal & bgm music disc-      | 『Sugar+Spice2』                           |
| GWAVE SuperFeature's vol.18 | Love Bullets×タイアッパーズ!                                |                                            |
| GWAVE SuperFeature's vol.19 | ULTRA☆U -GALAXY-                                            | U                                          |
| GWAVE SuperFeature's vol.20 | WOM-organization-                                           | 片霧烈火&SHIHO                             |
| GWAVE SuperFeature's vol.21 | quantum faith                                               | Rita                                       |
| GWAVE SuperFeature's vol.22 | アステリズム Blue Disc                                      | 『アステリズム -Astraythem-』              |
| GWAVE SuperFeature's vol.23 | mode:Experience                                             | 「アストロノーツ」                         |
| GWAVE SuperFeature's vol.24 | ノブレスオブルージュ オリジナルサウンドトラック             | 『ノブレスオブルージュ』                   |
| GWAVE SuperFeature's vol.25 | あの晴れわたる空より高く サウンドトラック                   | 『あの晴れわたる空より高く』               |

### GWAVE その他
- GWAVE 5th Anniversary Festa!
- Frontwing×GWAVE タイムリープぱらだいす コラボSP 「It's show time」
- COMICMERKET77 SPECIAL 「NICONICO☆BabyBaby」
- じぶりーる ふぉー the first the last
- LoveBullets/ドキドキお姉さん A to Z
- Chuablesoft 5th Anniversarry BEST!!!!!